# 後藤邑子
後藤邑子（日语：／ Gotō Yūko，1975年8月28日—），是日本愛知縣出身的聲優。所屬事務所為AXL ONE。身高160cm，血型為O型。
代表作有《S·A特優生》（華園光）、《Code Geass 反叛的魯路修》（亞妮·阿爾斯托雷姆）、《向陽素描》（尋）、《涼宮春日的憂鬱》（朝比奈實玖瑠）、《不可思議星球的雙胞胎公主》（蓮伊恩）等。

## 人物簡介
- 從大學退學之後，進入了Production baobab事務所的聲優培訓學校。聲優出道作為《天生一對》中的櫻井兼人。
- 興趣是旅行、機車與行動派。雖然看書也是興趣，但曾有過不小心買下已經看過的書的經歷。
- 持有英檢準1級、TOEIC（815分）、TOEFL（565分）的程度。這些分數都是數年前的紀錄，現在的實力是未知數。（TOEIC滿分為990分，TOEFL滿分為677）
- 特技是繪圖、漫畫。繪圖的技術媲美專業人士，在本人的網站以及聲優關連雜誌都可以看到她的實力表現。（CD所附的回函明信片就是由本人所繪製的）
- 喜歡喝酒，酒量非常好，但是平常卻很少出現在業界的小酌現場，參加的程度大概一年一次，因此被暱稱為「織女」。
- 對保齡球十分不拿手，最低紀錄是35分。
- 因為邑子的邑也可以讀作，所以也有粉絲稱她為。其他的綽號有（機械用語，意即廢品，出自《水色》女主角早坂日和的萌屬性）、（出自《不可思議星球的雙胞胎公主》中蓮伊恩的台詞。原因是原本的台詞為「！（什麼呀！）」，聽起來卻像「！」）。
- 在《涼宮春日》的錄音現場和男性聲優們大談《北斗之拳》，而被杉田智和取了渾名。也有人以此事稱她為「拳王」。
- 據本人說，事務所的鈴聲好像是，但不太清楚跟先前的渾名有沒有關係。
- 愛車是藍色的本田的CB400SF。本來想駕此上班但被事務所阻止。
- 出生年份為迷，直到2008年有人找出後藤邑子畢業紀念冊並直接詢問，才在中確認。
- 于2012年5月患病住院。原因是由于长期劳累，再加上邑子本身就一直患有的自體免疫系统疾病“突发性血小板减少性紫斑病（红斑狼疮）”，致使邑子染上了该病的并发症“胶原病”。她还在自己的博客上发表了一篇长篇博文，依她自己的话说“是几乎前半生的回忆”，文章内容真切朴实，催人泪下。幸运的是由于治疗得当，她在8月18日召开的TBS ANIME FES期间宣布已经康复，并将于9月复出并参加10月新番《向阳素描》的配音工作。

## 出演作品

### 電視動畫
1999年
- 天生一對（櫻井兼人）
- 神風怪盜貞德（學生）
- ∀高達（女性朋友#2）

2000年
- Da!Da!Da!（さゆり）
- へろへろくん（みるみる|ダンボット1号）
- ワイルドアームズTV（ファルーナ、ミーシャ）

2001年
- 可愛巧虎島（ケロケロお姉さん、他）
- ピロッポ（モッペ君）
- リトル・ルルとちっちゃい仲間（アニー）

2002年
- 禁獵魔女（少女（メトセラ子供時代））
- 膽小狗英雄（バニー）
- 哆啦A夢(大山羨代版)（女孩子）
- ヘイ!アーノルド（ユージーン、ライラルル、他）

2003年
- 拜託了雙子星（女學生）
- 閃靈二人組（護士）
- 成惠的世界（柏崎ゆき、店員）
- 火影忍者（フタバ）
- ねこぢる劇場（にゃんすけ、他）
- 坦克王（市民A）

2004年
- 機甲露寶（蘆川廣海）
- 今天是魔王!（イズラ）
- 現視研中的不平衡抽籤（山田薰子）
- 唱K小魚仙（ジェニファー・ヒューストン）

2005年
- 萊姆色戰奇譚（カシミア）
- SHUFFLE!（芙蓉楓、マサト）
- To Heart ～Remember my Memories～（藍原瑞穗）
- 不可思議星球的雙胞胎公主（蓮伊恩）
- 波子汽水（近衛七海）

2006年
- 處女愛上姊姊（高島一子）
- 不平衡抽籤（山田薰子）
- 涼宮春日的憂鬱（朝比奈實玖瑠）
- 不可思議星球的雙胞胎公主Gyu!（蓮伊恩）
- 甜蜜偶像（貓谷海羽）

2007年
- 現視研2（蘇珊娜‧霍普金斯、山田薰子）
- 絕望先生（小節浴）
- SHUFFLE MEMORIES!（芙蓉楓）
- 獸裝機攻（艾麗達 羅莎）
- Sketchbook ～full color's～（凱特）
- 桃華月憚（黑沼塔子）
- 龍鳴（瑪琦娜）
- 暗夜魔法使（貝爾＝瑟法）
- 旋風管家（魔王・ザ・グレートステイジアン・オブ・阿部(仮) / 阿部マオ）
- 向陽素描（尋）
- 向陽素描 特別編（尋）
- 天使們的戲曲（ツバエル ）
- やっとかめ探偵団（波川舞）
- 幸運☆星（廣播版峰岸綾乃，TV：以本人做為範本客串其中）

2008年
- 淘氣小親親（克莉絲丁·羅賓斯）
- 你是主人我是僕（久遠寺 未有）
- 狂亂家族日記（平塚雷蝶）
- 銀魂（きらら / お姉ちゃん）
- Code Geass 反叛的魯路修 R2（阿妮亞·阿魯斯特萊依姆 / 莫妮卡·庫魯席夫斯基）
- 地獄少女三鼎（初見美緒衣）
- S·A特優生（華園光）
- 俗·絕望先生（小節浴、糸色倫（第6話C part 聲））
- 向陽素描x365（尋）

2009年
- 女王之刃 （古代公主梅娜絲）
- 黑執事（美娜）
- 懺·絕望先生（小節浴）
- 涼宮春日的憂鬱（2009年版）（朝比奈實玖瑠）
- 花冠之淚 （莉安儂）
- 名侦探柯南（溝端理子）
- 真·戀姬†無雙（龐統）
- 肯普法（副班長）

2010年
- 神隱之狼（真那香織）
- 向陽素描×☆☆☆（尋）
- 管家後宮學園（四季鏡沙織）
- 哆啦A夢(水田山葵版)（花子）
- 荒川爆笑團（賈桂琳）
- 真·戀姬†無雙〜少女大亂〜（龐統）
- 祝福的鐘聲（阿芙莉露）

2011年
- 魔法少女小圓（鹿目詢子）
- 我們沒有羽翼（鳳鳴）
- 亞斯塔蘿黛的後宮玩具（愛麗卡·卓克勒·德雷普尼爾斯）
- 請認真的和我戀愛！！（黛 由紀江、松風）
- 吸血貓（茶茶丸）

2012年
- 向陽素描×蜂窩（尋）

2013年
- 初音島III（瑠璃香·奧德特）

2014年
- 尋找失去的未來（佐佐木詩織）

2015年
- 小長門有希的消失（朝比奈實玖瑠）
- OVERLORD（泡泡茶壺）
- 學戰都市Asterisk（娜娜·安徒生）

2017年
- 小林家的龍女僕（才川喬基[2]、女性教師、料理老師、女性社员）
- 銀之守墓人（小牧）

2018年
- OVERLORD II（泡泡茶壺）
- 爆肝工程師的異世界狂想曲（莫莎）
- 蠟筆小新（恐怖電風扇）
- 名侦探柯南（宫本梨沙）
- Happy Sugar Life（神戶悠奈）
- 魔法律事務所（蘇菲）

2019年
- 為什麼老師會在這裡！？（松風真由[3]）

2020年
- 異種族風俗娘評鑑指南（德蓉）

2021年
- 悠悠哉哉少女日和 Nonstop（穗乃香的母親）
- 小林家的龍女僕S（才川喬基、女性教師）

2022年
- 名偵探柯南（瀧川亞美）

2023年
- 無意間變成狗，被喜歡的女生撿回家。（加戀的母親）
- 其實，我是最強的？（娜塔莉亞·澤菲斯[4]）

2025年
- 群花綻放、彷如修羅（春山理惠）
- CITY THE ANIMATION（田邊[5]）

### OVA
2003年
- 水色（日语：みずいろ）（早日和）

2005年
- I"s Pure（森崎佑加）

### 剧场版
- 涼宮春日的消失（朝比奈實玖瑠）

### 遊戲
- Dear Pianissimo（暮里菜葱）
- シャッフル オン ザ ステージ（芙蓉枫）
- 水月 -迷心-（香坂アリス）
- 水色（早坂日和）
- フーリガン～君のなかの勇気～（天羽悠加）
- Riviera ～约束の地リヴィエラ～（シエラ）
- 弹珠汽水～映在玻璃瓶的海～（近卫七海）
- ロックマンゼロ4（ネージュ）
- ロマンシング サガ -ミンストレルソング-（ミリアム、モニカ）
- ベルセルク千年帝国の鹰篇・圣魔戦记の章（ファルネーゼ）
- ダイダロスの迷宫（フランカ）
- HiPai☆パラダイス2（梁井一帆）
- こころの扉（水原菜々美）
- たまきゅう（今市伸行）
- プリズムハート（メイプル・リッツ）
- ぷよぷよ～ん（アーちゃん）
- THE パーティーゲーム（ハムスター）
- 御意见无用2（葛木亜矢|野々村瞳）
- 召唤夜想曲 4（ポムニット）
- 幸运☆星（峰岸绫乃）
- 问答魔法学院（理爱儿）
- 秋之回忆6～T-wave～（嘉神川クロエ）
- 狼与香辛料 DS（北方的酒馆女）
- TEARS TO TIARA（RIANNON）
- Scarlett 〜日常的境界線〜（別當·和泉靜香·Scarlett）
- 摔角天使生存者2（AGEHA、ウィッチ美沙）
- 魔女っ娘ア・ラ・モードⅡ 〜光と闇のエトランゼ〜（サラ・マジェスティア）
- 我們沒有羽翼（鳳鳴）
- 觸碰戀曲（相葉皐月）
- 擂台☆夢想（吸血鬼鈴森）
- 装甲恶鬼村正（凑斗光）

2001年
- 我的同學是情歌偶像（雙葉理保）

2009年
- 安迪佛納的聖歌姬 ～天使的樂譜Op.A～（日语：アンティフォナの聖歌姫 〜天使の楽譜 Op.A〜）（克拉拉·多弗）

2016年
- 女友伴身邊（織部千華[6]）

2017年
- 碧藍幻想（康斯坦茨）
- 閃耀幻想曲（尋）

2018年
- 超級機器人大戰X（阿尼亞·阿爾斯托萊姆）
- 告別回憶 -無垢少女-（嘉神川克洛艾）
- 神姬PROJECT（朝比奈實玖瑠）
- Brave Girl Ravens（朝比奈實玖瑠）

2019年
- 女王之刃 WHITE TRIANGLE（梅納絲[7]）

2021年
- 蔚藍檔案（霞澤美游）

2023年
- Fate/Grand Order（杉谷善住坊）

### 日語配音
- 幻影特攻（凱特）
- 魔女嘉莉（嘉莉〈小孩時代〉）
- 哭泣寶貝（絲吉Q）
- コナン・ザ・ラストウォリアー（イガ）
- ジャニス・ベアードのOL日記（珍）
- 愛情洗剪吹（莎朗）
- 魅力四射（パトリオッツ）
- 絕命終結站（布雷克）
- ぼくの国、パパの国
- 第三類接觸 豪華收藏版（トビー・ニアリー）
- Mel（蘇珊）　※初次擔任女主角的作品
- 默默（モーリーン、ビビ・レディ）
- 比比小魔女（德语：Bibi Blocksberg (Film)）（阿卡迪亞）
- リプリー（シルヴァーナ）

### 電台
- Navel×Lantis インターネットラジオ 「ねぶら」 （Lantis Radio）
- 涼宮春日的憂鬱 SOS團電台支部 （關西電台、Lantis Radio）
- 後藤radio （AnimateTV 線上廣播）

### 廣播劇CD
1999年
- 戀愛診察室1（看護婦A）

2001年
- Love Songs 我的同學是偶像 Drama Album（雙葉理保）

2004年
- SHUFFLE! -FILE 03 芙蓉楓-（芙蓉楓）

2005年
- 傻氣貓耳娘 要注意小莓（長谷川莓）
- 重灌大碟洛克人零·自然（娜裘）

2006年
- 水瓶戰記 7周年記念廣播劇CD（史黛拉·布拉瓦茨基）
- 江之島Baby（鶴川雪野）
- 少女愛上大姊姊（高島一子）
  - Season 01 〜購物充滿危險的香氣？〜
  - Season 02 〜魔法師的菜單〜
  - Season 03 〜Girl meets Cat〜
  - Season 04 〜偶然與必然的迷宮〜
- 節哀唷♥二之宮同學 廣播劇CD（月村真由）
- SHUFFLE! ON THE STAGE（芙蓉楓）
- 暗夜魔法使 Fanbook Power of Love（愛麗娜）
- まろまゆ（妙子）

2007年
- 召喚夜響曲4（ポムニット）
- 妳是主人我是僕（久遠寺未有）
- 女王之刃 美鬥士列傳 -古代女王之書-（美娜斯）
- 第一回 聲優獎 記念作品 「こゑこひ〜愛上你的聲音〜」 「萬華鏡」
- SHUFFLE! MEMORIES 原創廣播劇CD（芙蓉楓）
- 獸裝機攻（艾麗達·羅莎）
  - EXTRA MISSION 1 那時的月面決戰
  - EXTRA MISSION 2 在雪原上吼叫！獸戰機
- Sketch Book Stories 〜前夜祭〜（凱特）
- 涼宮春日的憂鬱 廣播劇CD 「Sound Around」（朝比奈實玖瑠）
- DEARS 系列
  - Come across 〜DEARS朗讀物語〜 Vol.2 格林童話
  - DEARS 怪談物語〜小泉八雲之章〜 上、下卷（旁白、轆轤首）
- 暗夜魔法使 Fanbook 「Reach for the Stars」 音頻劇（貝爾·澤法）
- narcissu SIDE 2nd（千尋）
- 旋風管家！角色歌CD7 橘亘&貴島沙希（魔王）
- 青春殺手狂歡俱樂部（田場亞里沙）
- 四娘物語 〜在雪融化之前〜（柚姬衣織）
- 拉麵天使Pretty Menma （キューティトンコ）
- LOVELY IDOL DRAMA CD 歌曲是最棒的禮物（貓谷海羽）
- 約束之地 The Precious Chapter（雪拉）

### CD
- SHUFFLE!
- GO TO SONG （页面存档备份，存于）（日語）
- GO TO SONG 2 （页面存档备份，存于）（日語）
- ごとそん （页面存档备份，存于）（日語）

### 其他
- 在D3 Publisher發售的多款電玩遊戲中為雙葉理保配音，也有以理保名義出過CD，可說是理保的代言人。
- 主に高等学校で配布された職業紹介冊子の声優の項目に仕事風景とインタビューが掲載されている（当時出演していた不平衡抽籤の台本を手にしている）。
- 2007年4月29日，受邀至同人誌即賣會「Petit Fancy 6」活動中接受訪談。於訪談中後藤提到這是她第一次到台灣，披露了《水色》早坂日和的現場演技（台詞寫於支持者所準備的看板上），以及《少女愛上姐姐》高島一子角色歌曲中的一段快嘴台詞等。